# Église Saint-Jean de Prayssas
Pour les articles homonymes, voir Église Saint-Jean.
L'église Saint-Jean est une église catholique située à Prayssas, en France.

## Localisation
L'église est située dans le département français de Lot-et-Garonne, sur la commune de Prayssas.

## Historique
Le chœur avec l'abside et la travée droite adjacente datent du XIIe siècle. Les murs épais soutiennent le clocher.
Lors de sa visite en 1551, Jean de Vallier indique que l'église est en réparation. La reconstruction de la nef et le voûtement des chapelles latérales, le portail occidental de style Renaissance et la tourelle d'escalier datent probablement de cette campagne de travaux. Le vicaire demande « de continuer le bastiment, et ediffice qu'ils ont commencé en ladite église le plus tôt qu'ils pourront ». 
L'église est dévastée en 1569 pendant les guerres de Religion. L'église est dite en mauvais état en 1594 lors de la visite de Nicolas de Villars. Sur l'arc triomphal sont gravées la date de 1601 et l'inscription REIASE qui pourraient indiquer des réparations.
Une nouvelle sacristie est construite côté sud en 1837-1838. La foudre détruit partiellement le clocher en 1841. Sa partie haute est reconstruite entre 1845 et 1847 suivant les plans de l'architecte Gustave Bourrières. L'architecte de la ville d'Agen, Henri Delmas, est le maître d'œuvre du voûtement de la nef en 1875-1876. Les travaux sont réalisés par l'entrepreneur J. Coulonges de Laplume. 
En 1970, le sol du chœur est excavé pour lui redonner son niveau d'origine. Les vestiges des peintures murales du cul-de-four représentant le Christ et les Évangélistes qui avaient été déposées pour permettre la restauration ont été replacées récemment.
L'édifice est inscrit au titre des monuments historiques en 1965 et classé en 1965,.

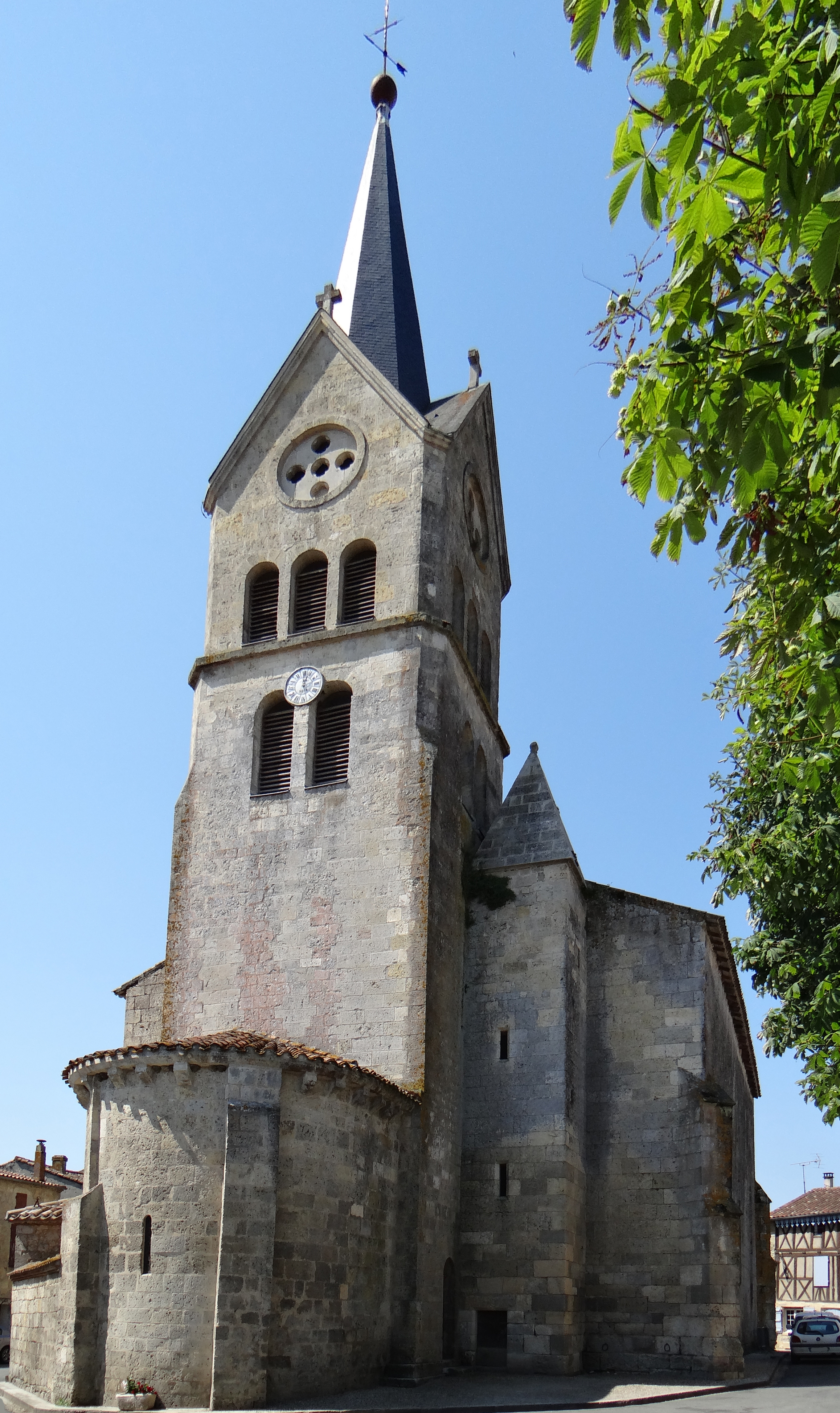
Chevet roman et clocher reconstruit au XIXe siècle
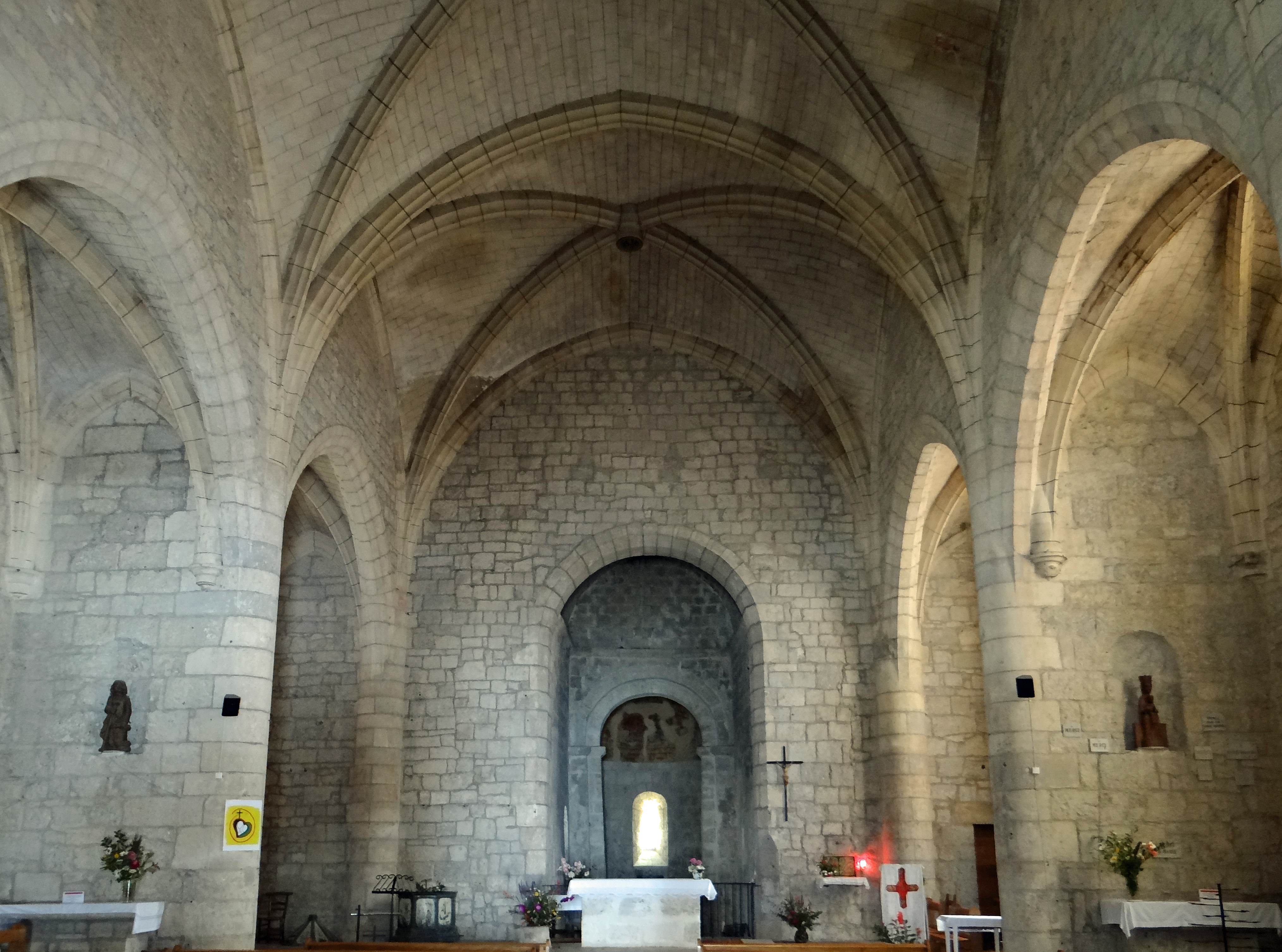
Nef
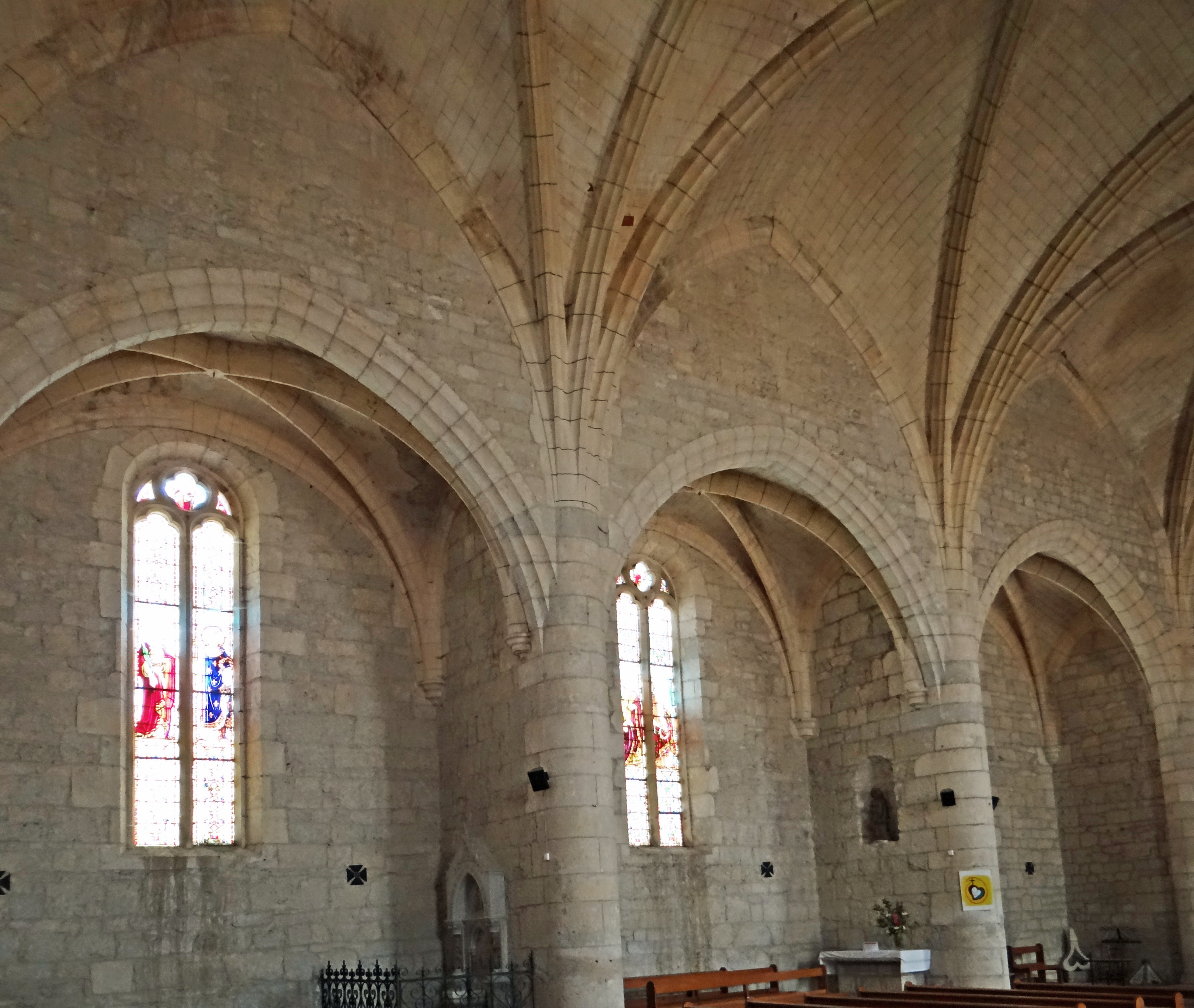
Chapelles latérales
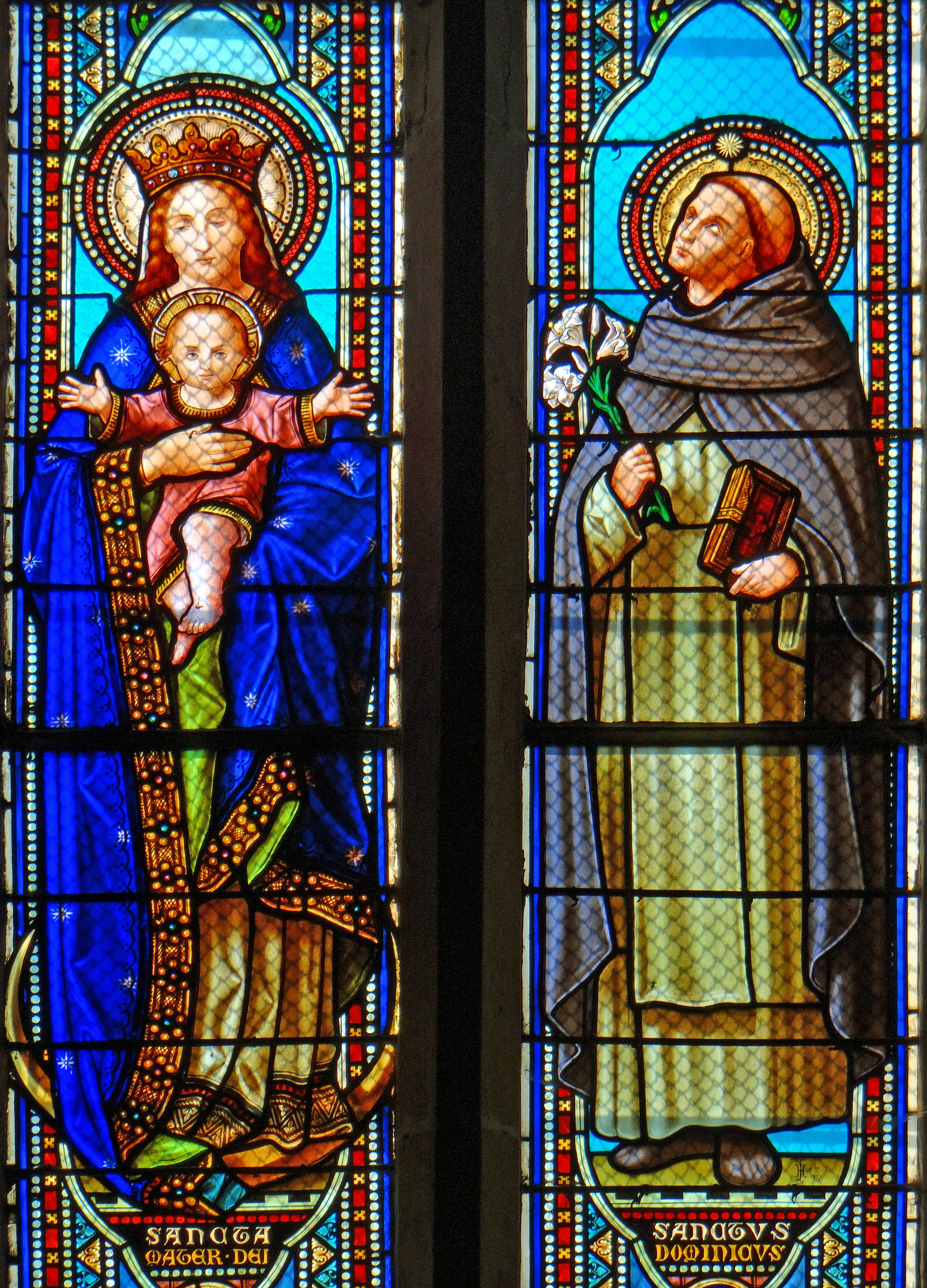
Vitraux représentant la Vierge à l'Enfant et saint Dominique